# Flanker
Flanker - termin stosowany w branży perfumeryjnej na określenie perfum, które pod pewnymi względami bazują bądź nawiązują do podstawowej (zazwyczaj pierwszej) wersji istniejącego pachnidła, lub są jego rozwinięciem, ich skład jest na ogół jednak w znacznym stopniu zmodyfikowany. Flanker jest to kolejna edycja, kontynuacja bazowego zapachu, albo wariacja na jego temat. 
Najczęściej flanker zostaje odświeżony i dostosowany do aktualnie panujących trendów rynkowych. Z poprzednika czerpie nie tyle nuty zapachowe, ile wykorzystuje siłę jego nazwy i słynne logo, które w świadomości konsumenckiej funkcjonuje jako produkt dobrej jakości, odpowiadający indywidualnym potrzebom klientów.
Flanker najczęściej przejmuje pierwszy człon nazwy oryginalnej kompozycji. Na przykład Calvin Klein Endless Euphoria, Calvin Klein Euphoria Gold, Calvin Klein Euphoria Blossom to flankery popularnych perfum Calvin Klein Euphoria z 2005 r. Może się różnić kolorem i szatą graficzną flakonu, lecz jego kształt pozostaje najczęściej taki sam, jak w przypadku wersji bazowej produktu. 

## Typy flankerów
Na rynku perfumiarskim spotyka się wiele typów flankerów, od takich które należą do jednej rodziny zapachowej, czy konkretnej edycji graficznej, po tzw. flankery artystyczne. Te ostatnie bywają szeroko rozumianym rozwinięciem lub wariacją pierwszej wersji danego zapachu, przy czym ich charakterystyczne nuty zostają zachowane, należą do jednej grupy zapachowej i często są pewnego rodzaju znakiem rozpoznawczym, "wizytówką" danego twórcy perfum. Dobrym przykładem flankerów artystycznych są produkty francuskiego kreatora Serge'a Lutensa. 
Najbardziej klasyczna zasada tworzenia flankerów polega na komponowaniu wariacji na temat oryginalnej wersji zapachu. Perfumiarz dodaje do oryginału nowe akordy i nuty zapachowe, odejmuje lub zamienia je, pozostawiając serce zapachu w postaci najbardziej zbliżonej do bazowej wersji. W ten sposób powstaje wersja mocniejsza, intensywna, wieczorowa lub łagodniejsza do stosowania na co dzień. W wielu przypadkach jednak flankery bardzo odbiegają składem od podstawowej kompozycji, a łączy je jedynie wygląd flakona i nazwa. Dobrym przykładem będą tu flankery znanego zapachu Poison Christiana Diora (Pure Poison, Poison Tendre, Hypnotic Poison, Midnight Poison). Łączy je tylko kształt flakona i nazwa, wszystkie jednak są zupełnie odrębnymi kompozycjami zapachowymi, czasem określa się je jako "fake flankery". Flankery produkowane są także w limitowanych edycjach, a popularnym ich typem są letnie edycje najbardziej cenionych przez konsumentów zapachów, np. CK One Summer Calvina Kleina.

## Cel tworzenia flankerów
Flankery perfum tworzone są w celu zdobycia nowych klientów, pozyskania nowych segmentów rynku i odświeżenia wizerunku produktu. Wyprodukowanie i promocja kolejnej edycji zapachu jest znacznie prostsza i tańsza od tworzenia nowej marki od podstaw. Nie wymaga przeprowadzania skomplikowanych badań rynku i przeprowadzania kosztownej kampanii reklamowej. Konsumenci chętnie sięgają po produkt, którego nazwę znają, a ufność konkretnej marce jest często wystarczającą motywacją do sięgnięcia po flanker ulubionego pachnidła. Tworzenie nowych edycji popularnych i dobrze sprzedających się perfum jest więc standardowym zabiegiem stosowanym przez producentów perfum.